# بانحسي (ابن الملك في كوش)
بانحسي أو باينحسي أو بانيحاسي (اعتمادًا على طريقة الترجمة الصوتية) كان نائب الملك في كوش خلال حكم رمسيس الحادي عشر، آخر ملك في الأسرة العشرين المصرية.

## التحرك ضد الكاهن الأكبر أمنحتب
في فترة ما خلال حكم رمسيس الحادي عشر، نجح بانحسي في خلع الكاهن الأكبر لآمون، أمنحتب، من منصبه مؤقتًا. وغالبًا ما يُشار إلى هذا الحدث باسم "الحرب ضد الكاهن الأكبر" أو "قمع الكاهن الأكبر أمنحتب". ومع ذلك، أظهرت دراسة مفصلة لـ كيم ريدالج أن الترجمة التقليدية لكلمة "تهي" المصرية إلى "قمع" مضللة، لأنها توحي بأن أمنحتب قد تعرض للحصار أو سُلب من حريته. بل يشير المصطلح إلى فعل عدواني بشكل عام. ولذلك، يُفضل استخدام ترجمة أكثر حيادية مثل "التعدي على الكاهن الأكبر".
على الرغم من أن هذا "التعدي على الكاهن الأكبر لآمون" كان يُؤرخ في وقت مبكر من الحكم (قبل السنة التاسعة من الحكم، بناءً على Pap. B.M. 10053)، إلا أن الرأي السائد حديثًا تغيّر إلى أن هذا الحدث وقع قبل فترة وجيزة من بداية وحم مسوت أو "عصر النهضة"، وهي حقبة بدأت في السنة التاسعة عشرة، ربما للتأكيد على عودة الأوضاع الطبيعية بعد انقلاب بانحسي.

## بانحسي وباعنخ
بعد "التعدي" الذي قام به، تم طرد بانحسي من طيبة، على الرغم من أنه ليس من الواضح تمامًا من أنهى هذه الفترة الفوضوية. يبدو أن بانحسي احتفظ بمنصبه في النوبة لأكثر من عقد.
بعد حوالي عشر سنوات من القمع، في السنة العاشرة من وحم مسوت، قاد الكاهن الأكبر لآمون با عنخ، بصفته نائب الملك حاكم كوش، جيشًا إلى النوبة بهدف "مقابلة" شخص يُدعى بانحسي، ربما كان نائب الملك في كوش (أو ما يعرف بلقب ابن الملك في كوش) السابق.
على الرغم من أنه يُفترض غالبًا أن هدف هذه الحملة كان مهاجمة بانحسي، إلا أن هذا الأمر ليس مؤكدًا. الفعل المستخدم له معنى عام أكثر وهو "الذهاب إلى" وليس "الهجوم". كما أن علامة النفي التي كانت تستخدم في برديات سرقة المقابر لوصفه كعدو لم تكن موجودة. وقد اقترح بعض علماء المصريات أن باعنخ قد يكون قد ذهب جنوبًا للتفاوض مع بانحسي، إما بشكل رسمي أو غير رسمي.
في الواقع، المصادر غامضة بشأن هذه النقطة، وربما تغير المناخ السياسي على مر السنين. هناك بعض الأدلة التي تشير إلى أنه في ذلك الوقت ربما لم يكن بي عنخ خادمًا مخلصًا لرمسيس الحادي عشر، مما يفتح المجال لاحتمال أنه كان يتفاوض سرًا مع بانحسي، وربما كانا يتآمران ضد الملك الحاكم.
كتب إي. وينتي: "يبدو أن نائب الملك وجنوده النوبيين كانوا من الموالين، لأن التعليقات التي أدلى بها خصمه باعنخ في الرسالة رقم 301 كانت مزدرية تمامًا للملك، رمسيس الحادي عشر". في هذه الرسالة، المعروفة أكثر باسم LRL no. 21، يقول باعنخ:
| بانحسي (ابن الملك في كوش) | أما بالنسبة لفرعون، ليته يحيا سالما معافى، فكيف سيصل إلى هذه الأرض؟ ومن الذي لا يزال فرعون، ليته يحيا سالما معافى، أفضل منه؟ | بانحسي (ابن الملك في كوش) |

للأسف، نظرًا لمحدودية المصادر، تبقى العلاقات بين الشخصيات الثلاث الرئيسية، باعنخ، بانحسي، ورمسيس الحادي عشر غير واضحة تمامًا. يعتقد بعض العلماء أن حملة النوبة كانت جزءًا من صراع مستمر على السلطة بين الكاهن الأكبر لآمون والنائب الملكي على كوش. ومع ذلك، من الممكن أيضًا أن باعنخ جاء لإنقاذ بانحسي ضد عدو مشترك. في الواقع، لا يُعرف الهدف من الحملة أو نتيجتها بشكل مؤكد.
يبدو أن بانحسي توفي في عمر متقدم بينما كان لا يزال يسيطر على النوبة السفلى. وقد دُفن في عنيبة، حيث تم اكتشاف قبر منقوش باسمه.